# Biodiversität der Philippinen

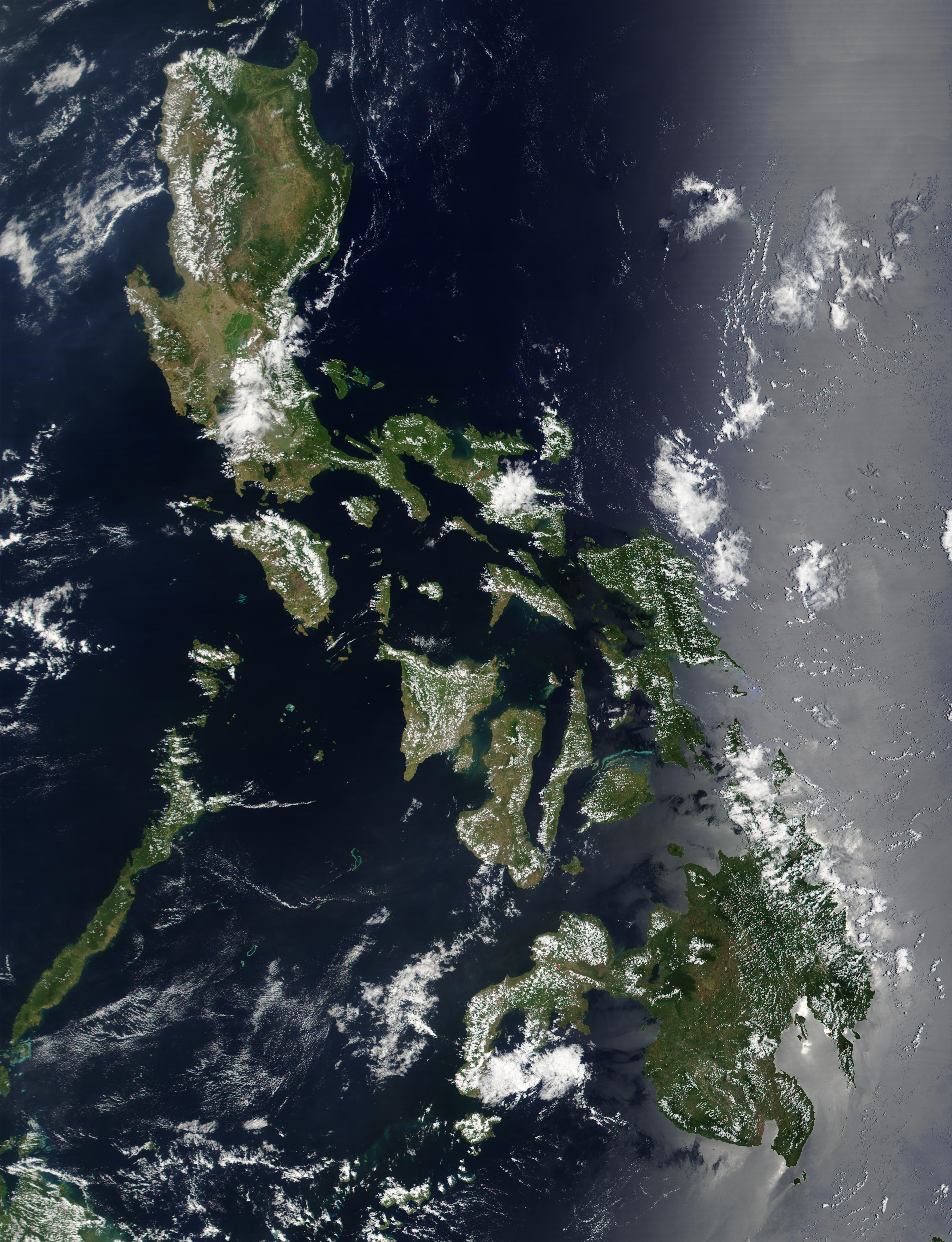
Die Philippinen

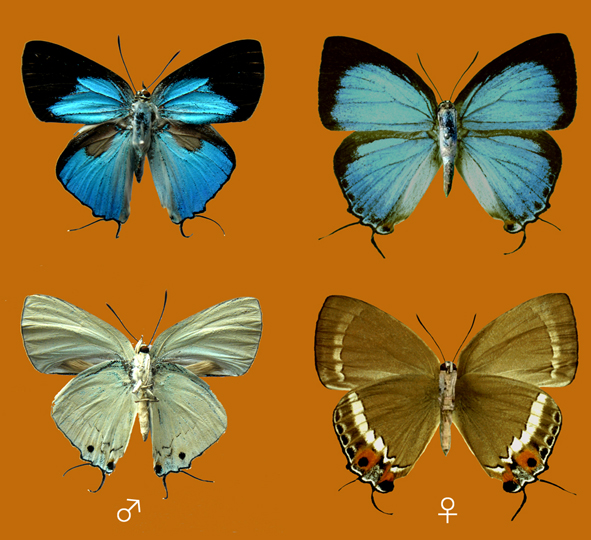
Schmetterlinge der Art Matsutaroa iljai auf Negros

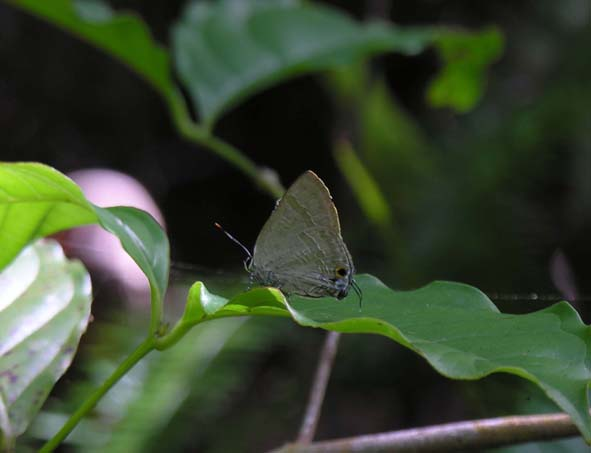
Rapala tomokoae am Kanlaon

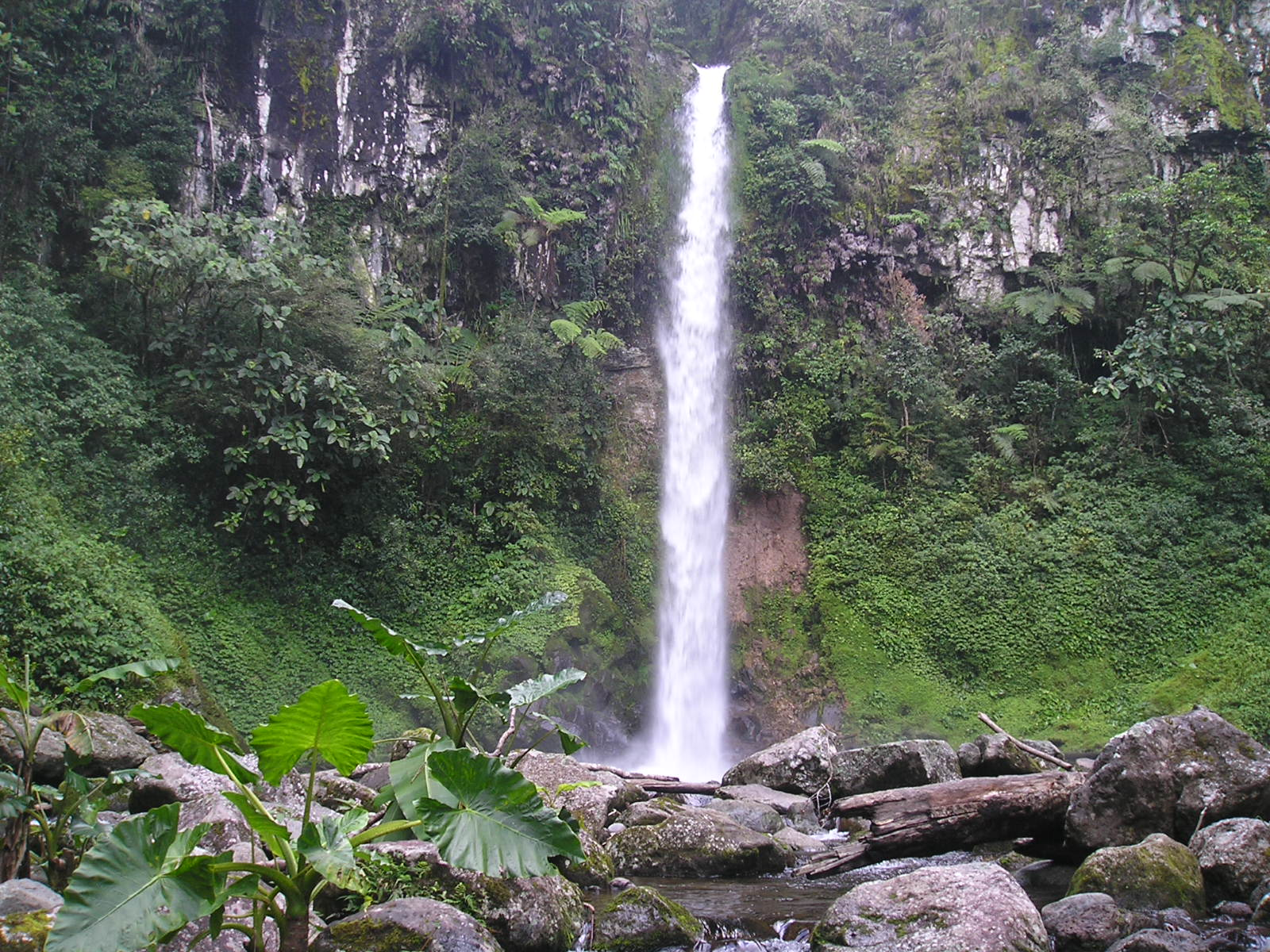
Der Kalatungan-Wasserfall auf Mindanao

Die Biodiversität der Philippinen zählt zu der am stärksten ausgeprägten der Erde. Der Inselarchipel wird nach Conservation International zu den 17 Megadiversitätsländern der Erde gezählt. Aufgrund der Gefährdung dieser Vielfalt, unter anderem durch den Klimawandel und die Verschmutzung der Ozeane, werden die gesamten Philippinen zu Lande und zu Wasser als Hotspot der Biodiversität geführt.
Es finden sich in und um den Inselarchipel große Korallenriffe und Seegrasfelder im Meer. An den Küsten bilden Mangroven große Wälder, die dem natürlichen Küstenschutz dienen und einzigartige Ökosysteme bilden. In vielen Regionen der Philippinen münden große Flüsse ins Meer, sie bilden weiträumige Feuchtgebiete in den Mündungsgebieten aus. Da große Gebiete unterschiedliche Niederschlagsmuster aufweisen, führen die Flüsse mal mehr und mal weniger Wasser. Diese führen große Geröll- und Schlammmassen in die Mündungsgebiete. Deshalb unterliegen die Naturlandschaften einem stetigen Wandel, der zu der Entwicklung der großen Artenvielfalt beiträgt. Bis Anfang des 20. Jahrhunderts bedeckte ein immergrüner tropischer Regenwald einen Großteil der Philippinen. Aus diesem Grund wachsen heute noch ca. fünf Prozent aller bekannten Pflanzenarten der Erde auf dem Inselarchipel und er gehört zu den artenreichsten Ökosystemen der Erde. Auch die geotektonischen Kräfte trugen zum Artenreichtum des Inselarchipels bei. Wenn die zahlreichen Vulkane ausbrechen, verwüsten sie große Gebiete und die Natur muss sich weiträumige Asche-, Lava- und Schlammfelder als Lebensraum zurückerobern, unter Anpassung an die gegebenen Umstände. Über die Jahrmillionen entstanden so immer wieder neue Lebensräume mit zahlreichen spezialisierten Pflanzen- und Tierarten.

## Geographie und Bevölkerung
Die Philippinen liegen im Osten Südostasiens und bestehen aus 7.107 Inseln mit einer Landfläche von 299.764 km². Der Inselarchipel wird in vier Inselgruppen unterteilt, Luzon im Norden, den Visayas im Zentrum, Mindanao im Süden und Palawan im Westen. Die Bevölkerungszahl betrug im Jahr 2007 88,57 Mio. Menschen, mit einem Bevölkerungswachstum von 2,04 % pro Jahr. Über 60 Prozent der Bevölkerung leben in küstennahen Gebieten und circa 50 Prozent der Gesamtbevölkerung leben auf der Inselgruppe Luzon.

## Biodiversität

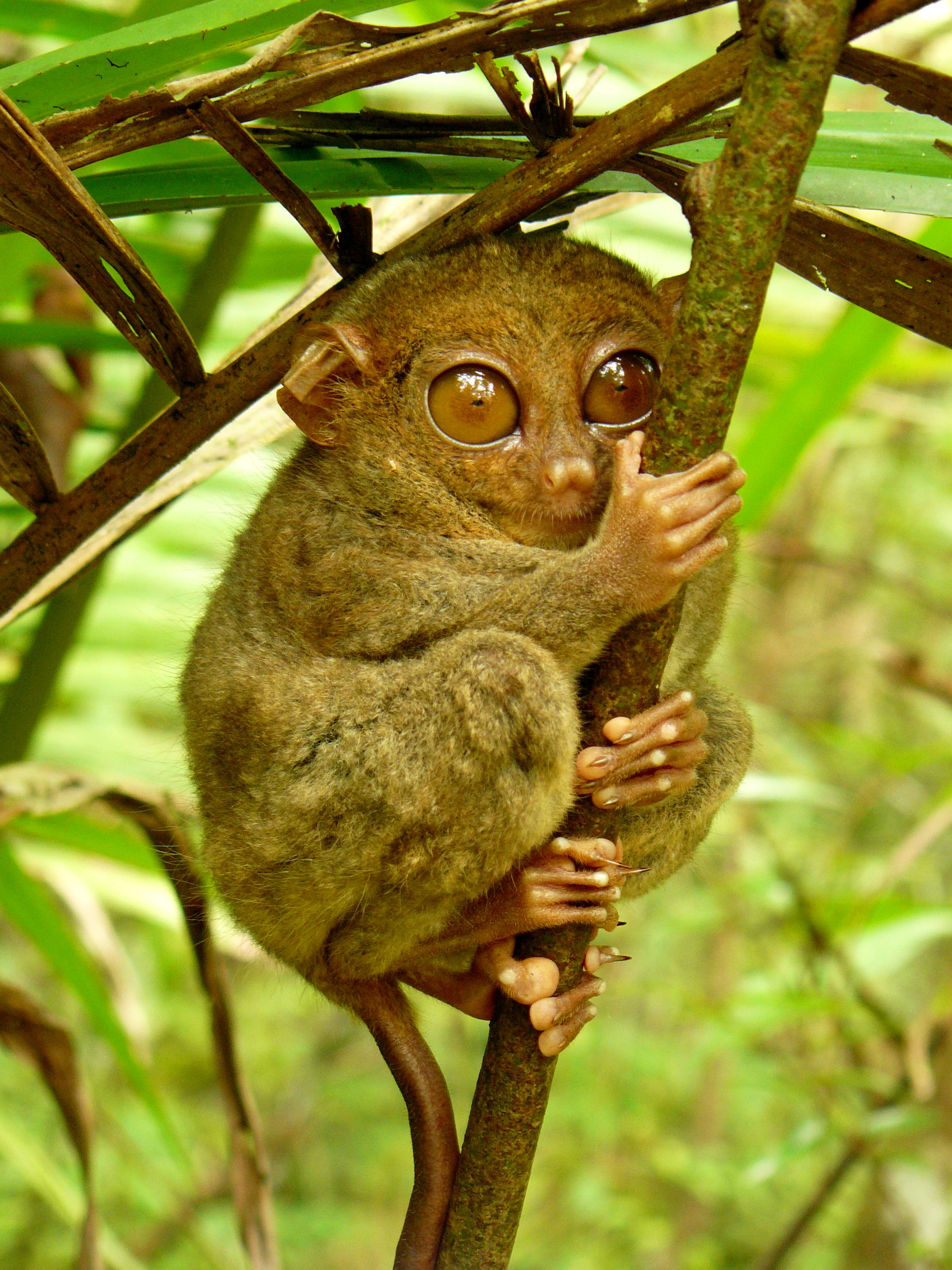
Der Philippinen-Koboldmaki

Als Biodiversität bezeichnet man die Vielfalt allen Lebens auf der Erde. Dies bezieht sich nicht nur auf die biologische und genetische Vielfalt aller Lebewesen, sondern auch auf die Vielfalt der Lebensräume, sowohl in den natürlichen Landschaftstypen, als auch in den vom Menschen umgestalteten Naturräumen wie den landwirtschaftlich genutzten Flächen. Es zählt auch der Variantenreichtum innerhalb einer Art. In der Biologie kommt es darauf an, welche Varianten von Familien, Gattungen und Arten der Tiere, Pflanzen, Pilzen oder Bakterien es gibt und wie sich die einzelnen Individuen voneinander unterscheiden. Denn nur wenn die Vielfalt groß ist, können die einzelnen Gattungen und Arten schnell auf Umweltveränderungen, wie zum Beispiel den Klimawandel, reagieren. Je größer die Biodiversität, desto mehr Möglichkeiten bieten sich auch dem Menschen, sich den Veränderungen in seiner Umwelt anzupassen. Dies gilt besonders für die Landwirtschaft und die Nahrungsmittelproduktion.
Die Philippinen stehen als Entwicklungsland bei der Bewahrung der vielfältigen Naturräume und der genetischen Vielfalt vor kaum lösbaren Aufgaben. Bis zum Jahr 2000 wurden auf den Philippinen mehr als 52.177 Tier-, Pflanzenarten und Mikroorganismen nachgewiesen. 25 Pflanzen-Gattungen und 49 Prozent aller nichtmarinen Arten der Philippinen sind endemisch. Es werden jedes Jahr zahlreiche weitere Arten auf den Philippinen entdeckt. Insgesamt wurden auf den Philippinen 194 Schlüssel-Biodiversitätsgebiete identifiziert, 128 an Land und 66 in marinen Gebieten.

### Klimawandel und Biodiversität
Der Erhalt der Biodiversität und der vom Menschen herbeigeführte Klimawandel gehören zu den großen Herausforderungen auf den Philippinen. Beide Faktoren beeinflussen sich gegenseitig; um sie besser zu verstehen, wurde auf den Philippinen ein Monitoringsystem eingeführt, das als Hilfestellung bei der Formulierung und Umsetzung von politischen Zielsetzungen und Gesetzen dienen soll. Die Forschung hierzu bezieht beide Felder mit ein. Die generelle Problematik von Klimawandel und Erhalt der Biodiversität ist, dass die UNO im Rahmen der Klimakonvention Beschlüsse fasste, die gravierende Auswirkungen auf die biologische Vielfalt und die Lokalbevölkerung in Entwicklungsländern, wie den Philippinen, haben können und damit in Teilen den Zielen der UN-Biodiversitätskonvention widersprechen. Dazu gehören z. B. Pläne zur Wiederaufforstung mit Monokulturen, wie den Kokospalmplantagen, gebietsfremden und zum Teil genetisch modifizierten Bäumen, der großflächige Anbau von geklonten Biomassepflanzen zur Energiegewinnung, die Düngung der Meere zur Ankurbelung des Algenwachstums oder gar Forschungsvorhaben, die sich Versenkung von Kohlendioxid in der Tiefsee beschäftigen. Die Philippinen gehören inzwischen zu den wichtigen Produzenten von Bioethanol und Biodiesel, die hauptsächlich exportiert werden. Diese Entwicklung führte dazu, dass Generalisten unter den Tieren sich neue Lebensräume erschlossen, jedoch speziell an ihre Lebensräume angepasste Tiere und Pflanzen wichtige Habitate verloren. Des Weiteren produzieren diese Monokulturen weit mehr klimaschädliche Treibhausgase, als in den 1990er Jahren noch angenommen.

## Klima der Philippinen
Das Klima der Philippinen lässt sich als zumeist tropisch und in den höheren Lagen der Gebirge als subtropisch bezeichnen. Am Berg Pulag fällt in den kalten Jahreszeiten gelegentlich sogar Schnee. Die durchschnittliche Jahrestemperatur auf den Philippinen wird mit 26,5 °C angegeben. Die Effektive Klimaklassifikation der Philippinen wird in dem von Wladimir Peter Köppen entwickelten System, als Tropische Klimate charakterisiert. Die jährlichen Niederschlagsmengen fallen sehr unterschiedlich aus. Die niedrigsten Niederschlagsmengen fallen in der Region um General Santos mit 965 mm und höchsten in der Region um Infanta mit 4.064 mm und in den zentralen und östlichen Teilen der Insel Luzon. Um die regionalen Klimata zu bestimmen, wurde 1921 die Corona-Klassifikation eingeführt. Diese umfasst vier unterschiedliche regionale Klimatypen.

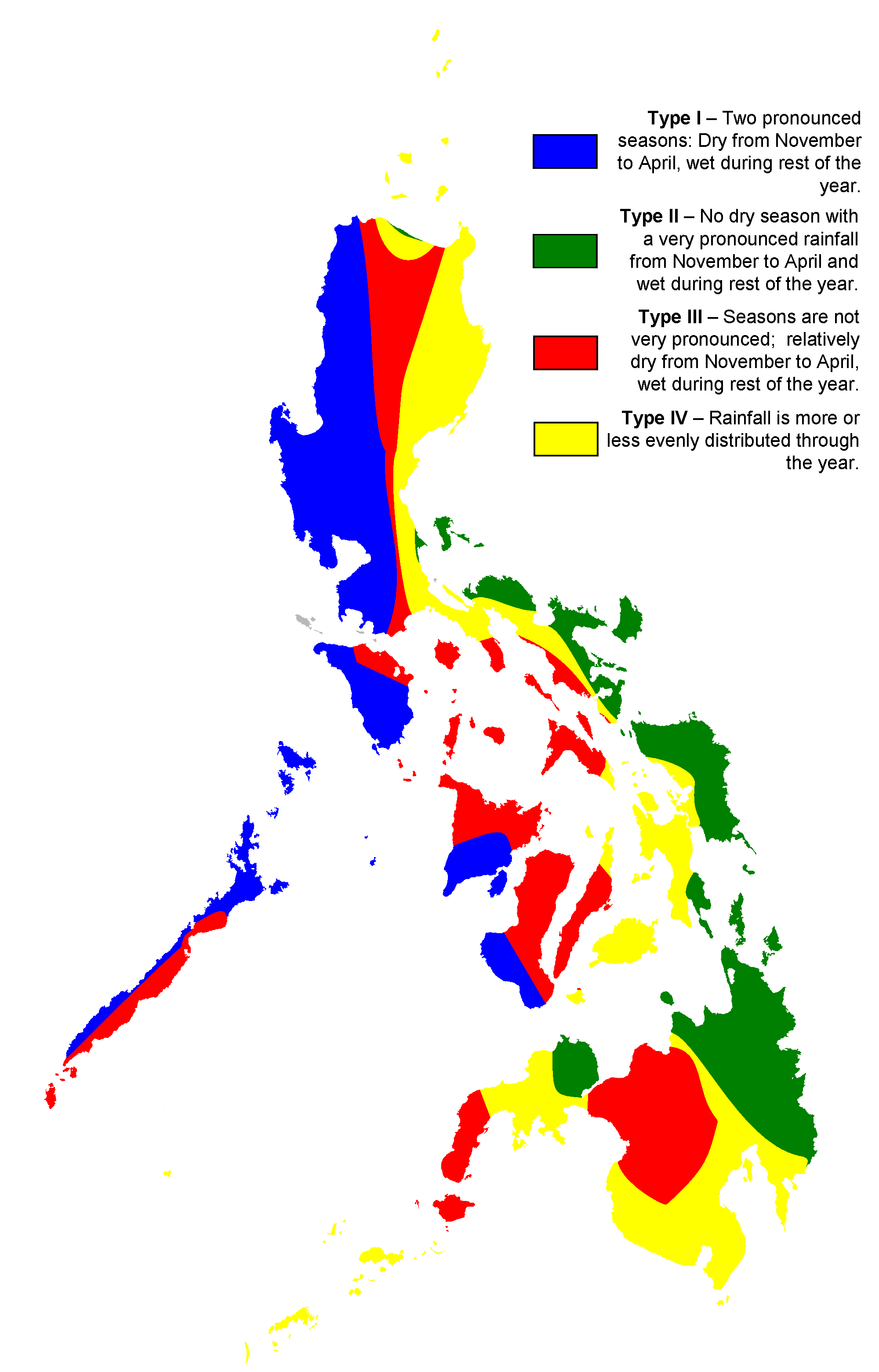
Klimakarte der Philippinen

Typ I erlaubt die Unterscheidung in eine Regen- und eine Trockenzeit. Die Regenzeit wird hierbei von Mai bis November festgelegt, wobei die stärksten Niederschläge von Juni bis September fallen. Dieses umfasst die Regionen Ilocos-Region, den westlichen Teil der Mountain Province, westlichen Teil der Region Central Luzon und CALABARZON, Metro Manila, Occidental Mindoro, die südlichen Gebiete der Inseln Panay und Negros und den Nordwesten der Insel Palawan.
Im Klimatyp Typ II gibt es keine Trennung von Trocken- und Regenzeit, Niederschläge fallen das gesamte Jahr, wobei die Hauptniederschlagsperiode von Dezember bis Februar und die geringsten Niederschläge von März bis Mai. Dieses umfasst die Regionen Cagayan Valley, südwestlichen Teil der Region CALABARZON, den Polillo-Archipel, Bicol-Region, den Nordosten der Insel Samar, das südliche Leyte, Teile der Region Caraga und den Nordosten der Zamboanga-Halbinsel.
Im Klimatyp Typ III gibt es keine Trennung von Trocken- und Regenzeit, Niederschläge fallen das gesamte Jahr, wobei es keine Hauptniederschlagsperiode gibt, jedoch eine niedrige Niederschlagsintensität von Dezember bis März oder von März bis Mai gibt. Dieses umfasst die Regionen des nordöstlichen Luzons, Teile der Region Cagayan Valley, die Provinz Bulacan, die östlichen Teile der Region CALABARZON, Oriental Mindoro, Romblon, Marinduque, den Norden und Nordosten der Insel Panay, Negros Occidental, Siquijor, Zamboanga del Sur, die zentralen und südlichen Teile der Insel Mindanao und des Sulu-Archipels.
Im Klimatyp Typ IV gibt es keine Trennung von Trocken- und Regenzeit, Niederschläge fallen das gesamte Jahr, wobei die Niederschläge gleichmäßig sich über das Jahr verteilen.
Taifune und tropische Stürme treten in den Philippinen das gesamte Jahr auf, wobei es hier eine klare Zweiteilung des Landes erkennbar ist. Der nördliche und östliche Teil der Inselgruppe wird in den Monaten Juli bis September regelmäßig von zum Teil heftigen Taifunen heimgesucht, die Windgeschwindigkeiten von über 250 km/h erreichen können. Der Rest der Inselgruppe wird über das Jahr von zum Teil heftigen tropischen Stürmen heimgesucht, die zum Teil große Regenmengen über den Landmassen niedergehen lassen.

### Klimawandel
Die Philippinen gehören zu den Ländern, die am stärksten von den Auswirkungen des anthropogenen Klimawandels betroffen sein werden. Die Inselgruppe wird jedes Jahr von durchschnittlich zwanzig Taifunen heimgesucht. Von diesen überqueren ca. neun die Inselgruppe direkt. Laut den Angaben des United Nations University Institute for Environment and Human Security standen die Philippinen 2011 auf Platz drei der Gefahrenskala für die Wahrscheinlichkeit von Naturkatastrophen weltweit. Das Land steht an Platz zehn für die Wahrscheinlichkeit der vom Klimawandel ausgehenden Bedrohungen für die Biodiversität und die Bevölkerung, wiederum weltweit, und es steht auf Platz fünf der Länder, die am stärksten vom Meeresspiegelanstieg betroffen sein werden.

## Biogeographie
Biogeographisch zählt der Inselarchipel zur Indo-Malaiisch-Philippinen Biogeosphärenzone, diese wird im Bereich der Philippinen unterteilt in den Palawan-Busuanga-Mindoro-Archipel und den Luzon-Visayas-Mindanao-Archipel. Die Wallace-Linie verläuft südlich des Archipels. Der Palawan-Busuanga-Mindoro-Archipel hatte bis vor 18.000 Jahren eine Landverbindung zu Borneo und den Sundainseln, daraus wird dessen größere Faunen- und Florenähnlichkeit zum restlichen Malaiischen Archipel abgeleitet. Der Luzon-Visayas-Mindanao-Archipel ist seit ca. 160.000 Jahren von den Landmassen Südostasiens getrennt, wodurch sich eine noch größere Artenvielfalt entwickelte. Durch diese längere Zeit der unabhängigen Entwicklung wird den Philippinen in jüngster Zeit eine Schlüsselrolle für die Biodiversität der Region Südostasien zugesprochen. Die Gewässer rund um den Archipel werden in sechs biogeographische Gebiete eingeteilt: Philippinen-Südchinesisches Meer, Nördliche Philippinensee, Südliche Philippinensee, Visayan-Gewässer, Sulusee und die Celebessee.

## Terrestrische Biosphäre

### Flora

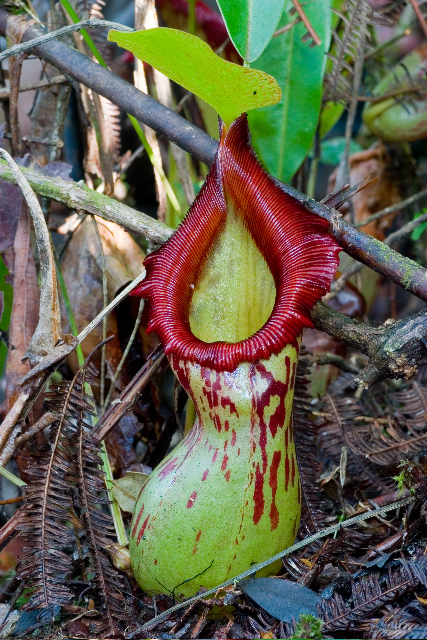
Nepenthes burkei auf Mindoro

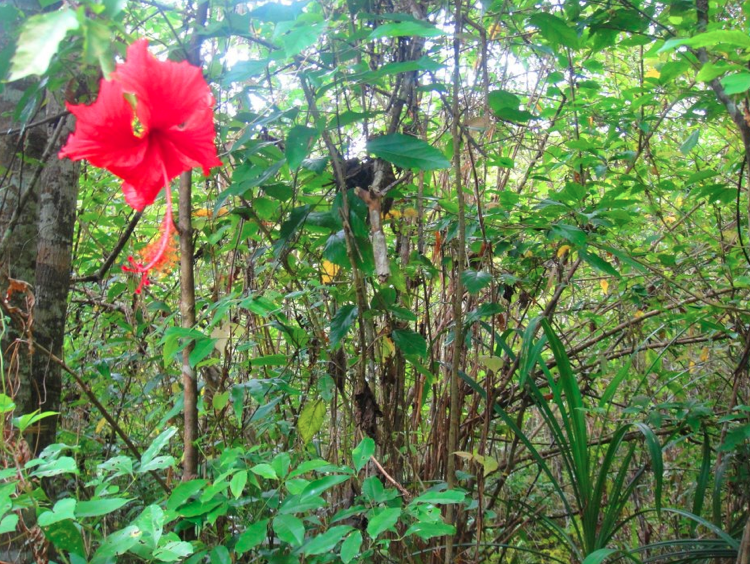
Regenwald auf Bohol

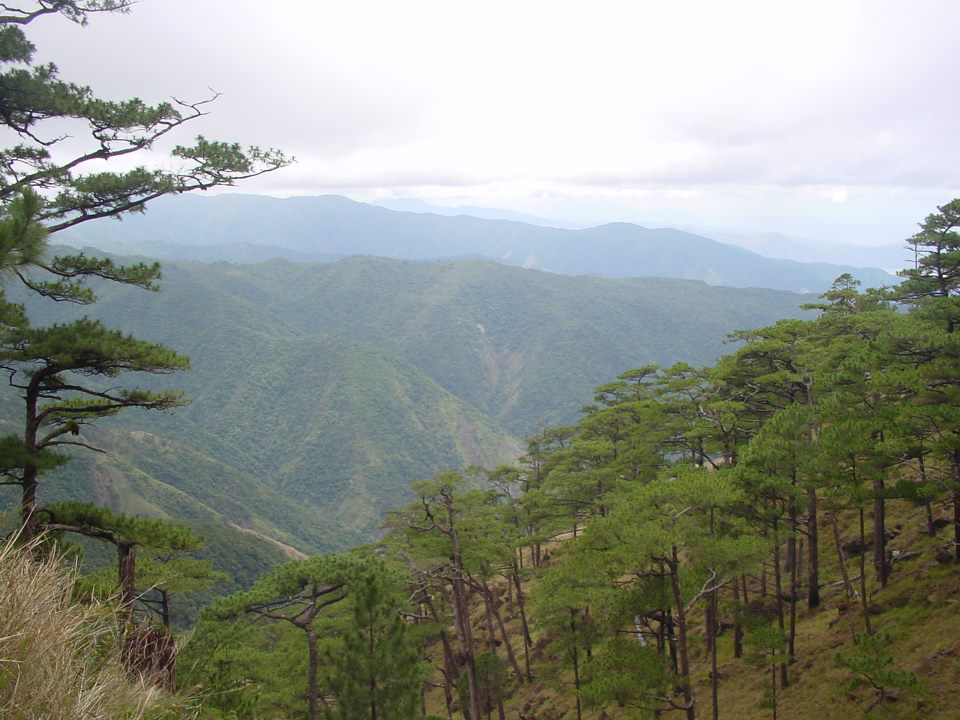
Pinienwald am Tapulao

Auf den Philippinen waren bis 2004 ca. 8.900 Gefäßpflanzen beschrieben worden, von denen 52 % der Arten endemisch sind auf den Philippinen. Allein von den Orchideengewächsen (Orchidaceae) finden sich auf den Philippinen 944 endemische Arten. Von der Gattung der Wachsblumen (Hoya) wurden allein auf den Philippinen 74 Arten der weltweit ca. 200 bekannten Arten entdeckt. Von der Gattung der Medinillen wurden mehr als 100 Arten registriert. Von den Palmengewächsen (Arecaceae oder auch Palmae) werden mehr als 20 Arten und aus der Familie der Rattanpalmen sind mehr als 80 Arten bekannt, die endemisch sind. Weitere unter vielen anderen auf den Philippinen vorkommende Pflanzenfamilien sind die Aronstabgewächse (Araceae), Bromeliengewächse (Bromeliaceae), Schamblumen (Aeschynanthus) und verschiedene Gattungen der Farne wie der Cyatheaceae, Heterogonium, Marattiaceae und Selaginella. Von der Gattung der Rafflesien sind mehrere Arten endemisch, unter anderem die Rafflesia schadenbergiana. Diese wurde 1882 von der Schadenberg-Expedition am Berg Apo entdeckt und galt 112 Jahre als ausgestorben bzw. nicht auffindbar, bevor einzelne Exemplare 2002 am Matutum und 2007 am Kitanglad aufgefunden wurden, sie gilt als extrem bedrohte Pflanzenart. Zahlreiche Pflanzenarten werden jedes Jahr neu beschrieben auf den Philippinen, wie die Nepenthes mantalingajanensis, die 2007 am Mantalingajan zuerst beschrieben wurde. Laut dem Protected Area and Wildlife Bureau standen 99 Pflanzenarten 2008 kurz vor dem Aussterben, 187 Arten werden von IUCN als vom Aussterben bedroht und 176 Arten als gefährdet eingestuft, darunter befanden sich 41 Baumarten.

#### Wälder
Die Landfläche der Philippinen wurde 2003 zu 24 % von Wäldern, zu denen auch die Mangrovenwälder und auch Forstplantagen gezählt werden, bedeckt. Es wird hierbei unterschieden zwischen Waldland, land- oder forstwirtschaftlich genutzten Flächen im Staatsbesitz und Waldbestand im frei verfügbaren Privatbesitz. Der Waldbestand im Staatsbesitz umfasste eine Fläche von 6,431 Mio. Hektar im Jahr 2006, die sich in Privatbesitz befindlichen Flächen umfassten 737.000 Hektar. In beiden Fällen wird nochmals unterschieden zwischen offenen und geschlossenen Waldflächen, Mangrovenwäldern und Forstplantagen. Die Größe der geschlossenen Waldfläche betrug 2006 2,56 Mio. Hektar, die der offenen Waldflächen 4,03 Mio. Hektar. Die am häufigsten in den Wäldern vorkommenden Tropenhölzer stammen aus der Familie der Flügelfruchtgewächse und der Pflanzengattung der Zweiflügelfruchtbäume (Dipterocarpus). Zu den tropischen Harthölzern auf den Philippinen gehören unter vielen anderen der Ipil (Intsia spp.), Katmon (Dillenia philippinensis), White Lauan (Shorea contorta), Red Lauan (Shorea negrosensis), Bagtikan (Parashorea malaanonan), Amugis (Koordersiodendron pinnatum), den Malugai (Pometia pinnata), den Durian (Durio zibethinus), den Dao (Dracontomelum dao) und der Bikal Baboi (Schizotachyum dielsianum).
Ende der 1990er Jahre waren die Waldbestände auf 10 % des ursprünglichen Bestandes geschrumpft. Durch umfangreiche Wiederaufforstungsprogramme, Restriktionen beim Holzeinschlag und dem landesweiten Verbot des Kaingin konnte dieser Rückgang verlangsamt werden und zwischen 2005 und 2010 eine leichte Zunahme der Waldbestände beobachtet wurde. Zum Schutz der Waldbestände wurden in den 1990er Jahren Biosphärenkorridore eingerichtet, diese umfassen die Sierra Madre, die östliche und Zentrale Mindanao Kordillere, inkl. der Provinz Bukidnon, und die komplette Insel Palawan, so dass sich große geschlossene Waldbestände in diesen Regionen befinden. Auf den Philippinen trifft man Flachlandregenwälder, Gebirgsregenwälder, Gebirgswälder sowie zwei weitere Typen von Dipterocarpus-Wälder an.
Auf Grund der hohen Nachfrage an Palmöl ist jedoch aktuell (Stand 2014) wieder eine stark zunehmende Umwandlung großer Waldflächen in Ölpalm-Plantagen zu beobachten.

#### Wiederaufforstung
Besondere Bedeutung bei der Wiederaufforstung haben die Forstplantagen, die auch der kommerziellen Nutzung unterliegen, die Ancestral Domains der indigenen Bevölkerung und das sogenannte Konzept des Rainforestation Farmings. Mit der Nutzung von Forstplantagen wird versucht, den Holzeinschlag im ursprünglichen Regenwald zu minimieren. 2008 wurde durch die United States Agency for International Development (USAID) auf Mindanao festgestellt, dass der Verlust von 40.000 Hektar natürlichen Regenwaldes dem Zuwachs von 70.000 Hektar Forstplantagen gegenüberstand. Für die Biodiversität stellen die kommerziellen Forstplantagen jedoch eine Bedrohung dar, da sie nur aus wenigen bis nur einer Baumart bestehen.
Bei den Ancestral Domains der indigenen Bevölkerung handelt es sich um halbautonome Gebiete, die unter der Eigenverwaltung der ansässigen Stämme stehen. Durch die besondere Beziehung der indigenen Völker zu den Wäldern und Bergen soll der Schutz der Regenwälder und der Biodiversität in den Gebieten gewährleistet werden, wie z. B. die Talaandig Ancestral Domains in dem Kalatungan- und Kitanglad-Gebirgszug zeigte. Das Konzept des Rainforest Farmings wurde auf den Philippinen mit internationaler Unterstützung entwickelt. Bei diesem Konzept werden auf ehemals abgeholzten Flächen Mischkulturen aus unterschiedlichen heimischen, standortgerechten Tropenhölzern und Straucharten gepflanzt. Beigemischt sind je nach Gebiet Fruchtbäume, Faserpflanzen, Rattan oder Bambus. Das Rainforest Farming hat nicht nur positive Auswirkungen der zum Erhalt der Biodiversität, sondern auch positive sozio-ökonomische Auswirkungen für die Bevölkerung. Das Konzept der Ancestral Domains hat unter anderem auch positive Auswirkungen für den Erhalt der sozio-kulturellen Identität der indigenen Bevölkerung.

#### Mangroven

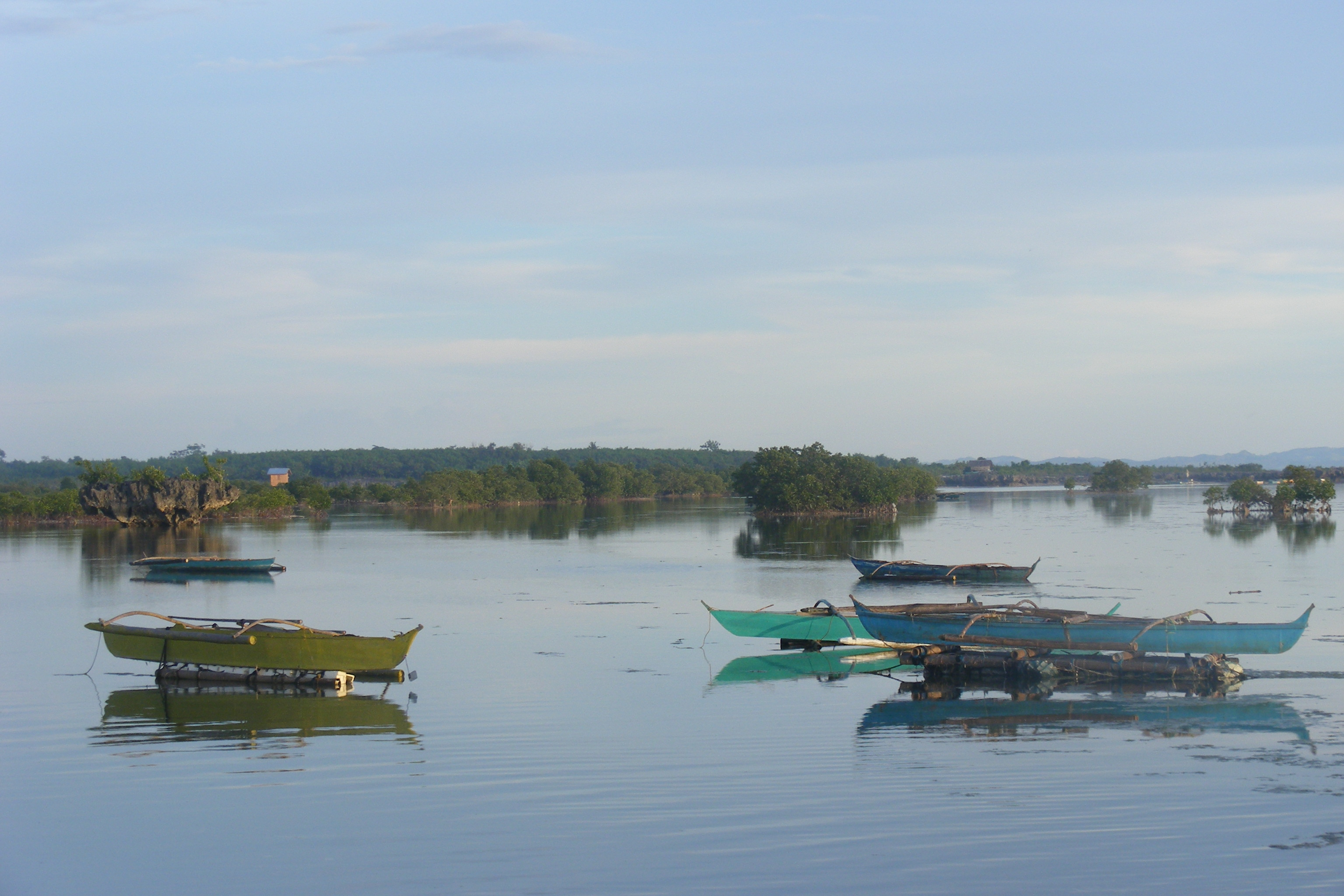
Mangrovenwälder am Kamanpay Public Beach Cordova

Der Artenbestand an Mangroven ist sehr hoch in den Philippinen, 40 Arten aus 14 Gattungen der 54 weltweit bekannten Arten kommen auf den Philippinen vor. Mangroven sind eine wichtige Kinderstube für Fische, Muscheln und anderen Organismen. Es wird geschätzt, dass jeder Hektar Mangrovenwald ca. 3.600 kg Waldstreu im Jahr produziert, diese Streu bestimmt maßgeblich die Ausbildung einer Humusschicht und damit auch den Nährstoffkreislauf. Die auf einen Hektar von den Bäumen herabfallende Waldstreu bietet Nahrung für ca. 1.000 kg von marinen Organismen. Mangroven bieten auch andere wichtige Funktionen wie die Verhinderung von Bodenerosion und ein dichter Mangrovenwald unterstützt den Küstenschutz vor Erosion. Es kommen unter anderem die Arten Bakuan, Piapi (Avicennia marina), Pototanc (Bruguiera sexangula), Tabici (Xylocarpus granatum) und Langarai (Bruguiera parviflora) vor. Mangrovenwälder bedeckten 1918 ein Gebiet von 450.000 Hektar, bis 1995 ging der Bestand auf 120.000 Hektar zurück. Durch umfangreiche Schutzmaßnahmen und durch private und staatlich geförderte Programme konnten die Flächen im Jahr 2008 auf 210.497 Hektar erweitert werden. Die größten Bestände an Mangroven finden sich auf Mindanao (112.745 ha), gefolgt von Samar (65.119 ha), Palawan (37.432 ha) und Luzon (16.769 ha).
Die größten Bedrohungen der Mangrovenwälder gehen von der Landwirtschaft, dem Anlegen von Aquakulturen und Teichen zur Salzgewinnung, der Wohnbebauung und der Nutzung der Pflanzen für wirtschaftliche Zwecke aus.

### Säugetiere

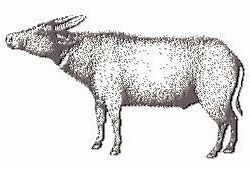
Der Tamarau

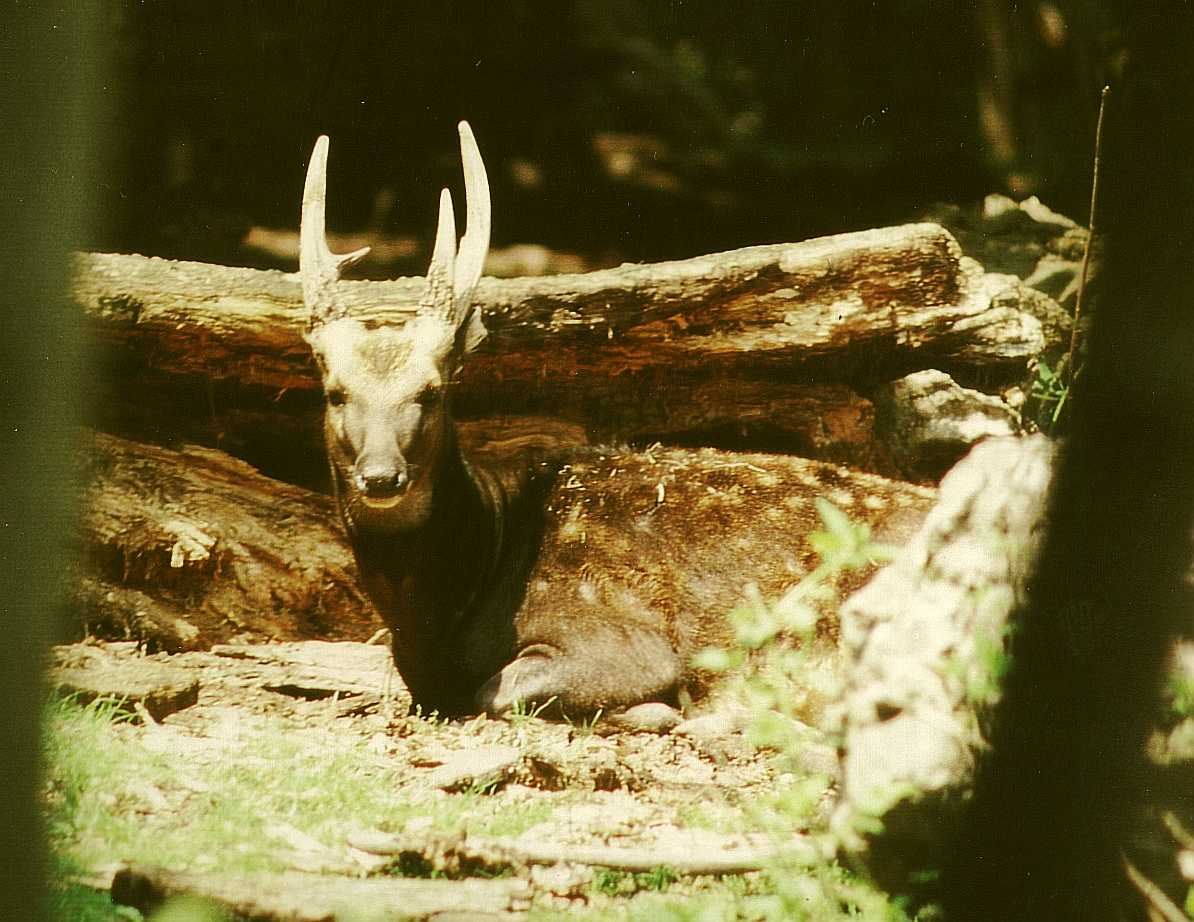
Der Prinz-Alfred-Hirsch

Auf dem philippinischen Archipel leben ca. 281 endemische Arten von Land-Säugetieren des indo-malaiischen Archipels. Das größte Säugetier der Philippinen ist der Tamarau (Bubalus mindorensis) auf der Insel Mindoro. Andere größere Säugetiere sind der Philippinenhirsch (Rusa marianna, Syn. Cervus mariannus), der Prinz-Alfred-Hirsch (Rusa alfredi oder Cervus alfredi), der Balabac-Kantschil (Tragulus nigricans), die Sundakatze (Prionailurus javanensis), das Palawan-Bartschwein (Sus ahoenobarbus), der Philippinen-Koboldmaki (Carlito syrichta), die Malaiische Zibetkatze (Viverra tangalunga), das Philippinen-Stachelschwein (Hystrix pumila), der Javaneraffe (Macaca fascicularis ssp. philippensis), der Philippinen-Gleitflieger (Cynocephalus volans), das Philippinen-Zwerghörnchen (Exilisciurus concinnus), der Binturong (Arctictis binturong), die Nördliche Luzon-Riesenborkenratte (Phloeomys pallidus), der Zwergotter (Aonyx cinerea), das Mindanao-Spitzhörnchen (Urogale everetti). Es gibt auch verschiedenste Arten von Fledertieren wie den Goldkronen-Flughund (Acerodon jubatus), Rhinolophus rufus und Eonycteris robusta. Auf einigen Inseln der südlichen Philippinen, darunter die Tawi-Tawi-Inseln, kommt der Philippinen-Plumplori (Nycticebus menagensis) vor. Viele der Säugetierarten sind durch die Zerstörung des Lebensraums bedroht. Durch ein Zuchtprogramm konnte die Population des Tamaraus von 154 Tieren im Jahr 2000, auf 314 Tiere im Jahr 2010 gesteigert werden.
Die größten Gefahren für die Säugetierfauna stellen die Waldrodungen sowie die Habitatzerstückelungen und -verkleinerungen dar. Laut dem Protected Area and Wildlife Bureau, dem PAWB, standen sieben Säugetierarten 2008 kurz vor dem Aussterben, fünf Arten wurden von IUCN als vom Aussterben bedroht und 17 Arten als gefährdet eingestuft.

### Herpetofauna
Die Herpetofauna ist bisher wenig erforscht, so dass immer wieder neue Arten entdeckt werden; so wurde 2009 der Platymantis insulatus, auf den Gigantes-Inseln, und 2010 der Varanus bitatawa in der Sierra Madre erstmals beschrieben. Er erreicht eine Länge von zwei Metern und ist ein Vegetarier. In der Sierra Madre, dem längsten Gebirge auf den Philippinen, zählten Wissenschaftler mehr als 100 Reptilien- und Amphibienarten, auf Luzon stellten sie 49 Amphibienarten fest, von denen 32 endemisch sind, sowie 106 Reptilienarten, davon 36 endemische.
Zahlreiche Reptilien und Amphibien auf den Philippinen werden von der IUCN als vom Aussterben oder als bedrohte Tierart eingestuft. Die größten Gefahren für die Herpetofauna stellen die Waldrodungen, die Habitatszerstückelungen und -verkleinerungen, die Wasserverschmutzung und der Einsatz von Pestiziden in der Landwirtschaft dar, bei vielen Arten der Warane auch die Bejagung. Eine weitere Gefahr für die Froschlurche ist der weltweit beobachtete Pilzbefall, von dem die Wissenschaftler annehmen, dass die philippinischen Arten sehr stark betroffen sein könnten. Über die Populationsgrößen sind keine Informationen verfügbar. Laut dem Protected Area and Wildlife Bureau standen vier Reptilienarten 2008 kurz vor dem Aussterben, sechs Arten werden von IUCN als vom Aussterben bedroht und vier Arten als gefährdet eingestuft. Von den Amphibien waren sechs Arten vom Aussterben bedroht und zehn Arten als gefährdet eingestuft.

#### Reptilien
Auf den Philippinen wurde bis 2010 ca. 237 Arten von Reptilien beschrieben, sie leben in nahezu allen Ökosystemen. Darunter befinden sich 2 Arten von Krokodilen und 114 Arten von Schlangen, von diesen werden 20 Arten als Giftschlangen beschrieben. Das größte Reptil ist das Leistenkrokodil (Crocodylus porosus), gefolgt vom Philippinen-Krokodil (Crocodylus mindorensis). Vom Leistenkrokodil wurde 2011 ein 6,17 Meter langes Exemplar im Agusan Marsh gefangen. Weitere Schuppenkriechtiere sind u. a. der Netzpython (Malayopyhthon reticulatus), der Bindenwaran (Varanus salvator), der Panay-Waran (Varanus mabitang) und Grays Waran (Varanus olivaceus), ca. 10 Arten von Flugdrachen (Draco), sowie zahlreiche Arten von Geckos (Gekkonidae), Eidechsen (Lacertidae) und Skinke (Scincidae) vor.

#### Amphibien
Über 90 Arten von Amphibien wurden bislang beschrieben. Froschlurchen (Anura) leben in nahezu allen Ökosystemen der Philippinen. In der zentral gelegenen Region der Sierra Madre leben unter anderem der Rana tipanan, Platymantis sierramadrensis und der Sphenomorphus tagapayo. Ein interessantes Exemplar ist der zur Gattung der Eigentliche Ruderfrösche, auch Flugfrösche genannt, gehörende Rhacophorus pardalis, er lebt in den Flachlandregenwäldern Palawans. Zu den urtümlichen „niederen“ Froschlurchen (Archaeobatrachia) gehört der Barbourfrosch Barbourula busuangensis, er lebt auf den Calamian-Inseln. Von der Gattung Platymantis sind 26 endemische Arten, darunter Platymantis taylori, bekannt. Im Allgemeinen ist jedoch relativ wenig bekannt über die philippinischen Amphibien.

### Avifauna

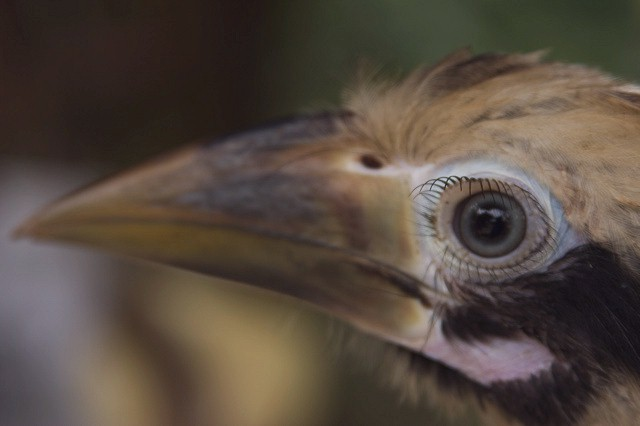
Taririk-Hornvogel auf Panay

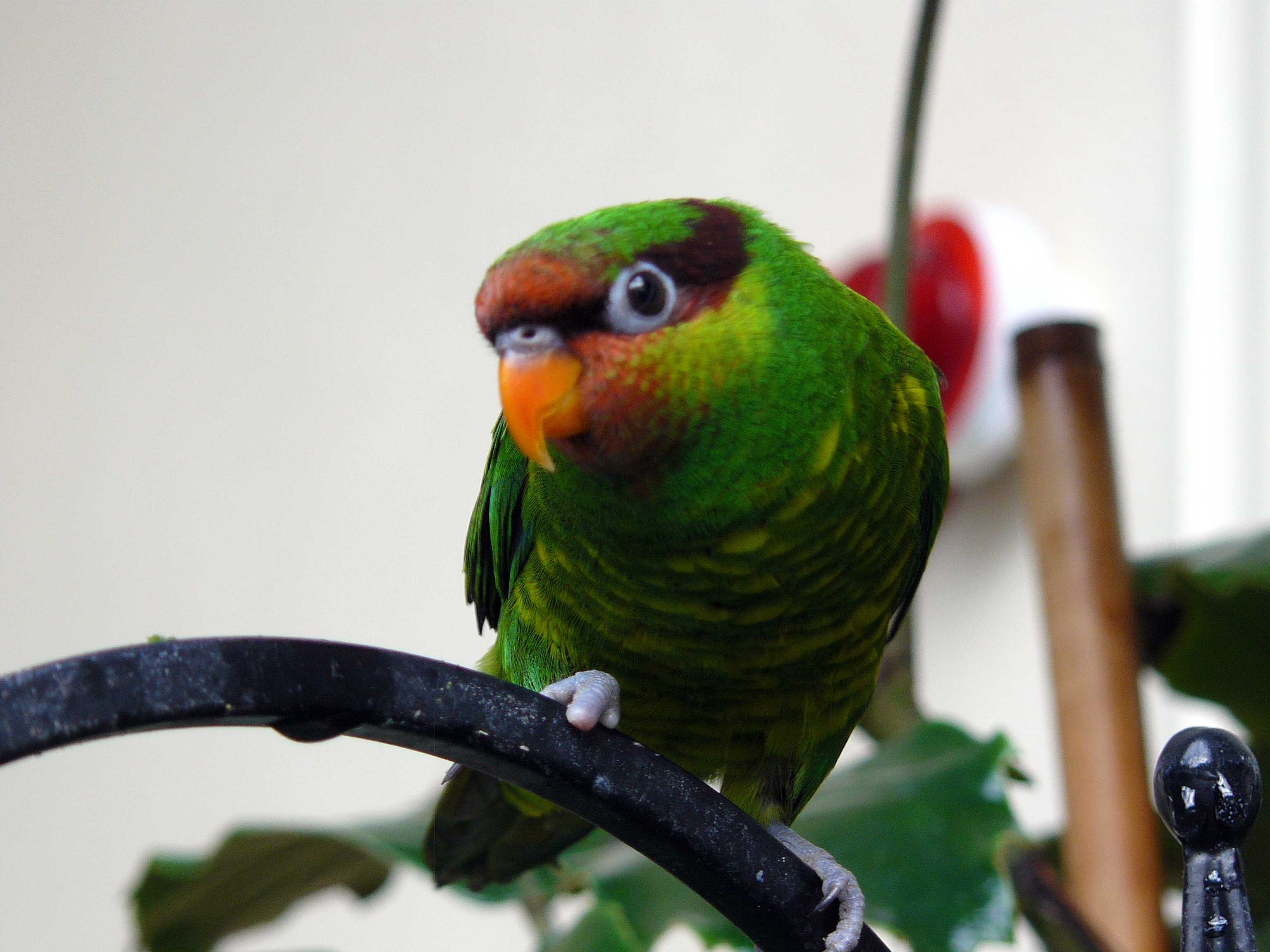
Der Mindanaolori

Von der Avifauna sind bis 2010 535 Arten an Vogelarten beschrieben worden. Von diesen sind 185 endemische Arten und 60 Arten werden als bedrohte Tierart eingestuft. Birdlife International hat insgesamt sieben Regionen mit endemischen Vogelbeständen ausgewiesen. Dieses sind die Inselgruppe Luzon, Mindanao und die Eastern Visayas, die Western- und Central Visayas, Mindoro, Palawan und der Sulu-Archipel. Jede dieser Regionen weist einen hohen Prozentsatz an endemischen Vogelarten auf. Es werden aber auch hier zahlreiche neue Arten entdeckt, so zum Beispiel die Calayan-Ralle (Gallirallus calayanensis) auf den Babuyan-Inseln im Jahre 2004.
Die größte Vogelart der Philippinen ist der Affenadler (Pithecophaga jefferyi), andere große Greifvögel sind der Streifenuhu (Bubo philippensis) und die Rotohreule (Mimizuku gurneyi). Daneben leben auf den Inseln zahlreiche Fruchttaubenarten und zahlreiche Vertreter der Nashornvogelgattung Aceros, der Echten Spechte (Picinae), Bülbüls (Pycnonotidae), Mistelfresser (Dicaeidae), Papageien, darunter Eigentliche Kakadus (Cacatua), und viele andere mehr.
Die Philippinen sind ein wichtiges Rast- und Überwinterungsquartier für Zugvögel aus China, Sibirien und Japan, so dass man größere Populationen an seltenen Vogelarten, wie dem Silberreiher, in den Feuchtgebieten, Mangrovenwäldern und Flussdeltas beobachten kann.
Hauptbedrohungen für die einzelnen Arten der Avifauna bestehen in der Habitatszerstörung bzw. -zerstückelung, Regenwaldrodung, Konversion von Feuchtgebieten in landwirtschaftliche Nutzflächen, der Umweltverschmutzung, Einsatz von Pestiziden und der genetischen Verarmung in der Landwirtschaft und bei vielen Arten durch die Bejagung.

### Entomofauna
Die Entomofauna ist die größte Tiergruppe auf den Philippinen. Sie umfasst mehr als 21.000 beschriebene Arten. Insekten gehören zu den robustesten Tierarten auf der Erde und sie kommen in jedem Ökosystem vor. Es kommen auf dem Inselarchipel ca. 915 Arten der Schmetterlinge (Lepidoptera) vor, von diesen sind ca. ein Drittel endemisch. Über 110 der 130 Arten des Sandlaufkäfer (Cicindelinae) sind ebenfalls endemisch.

### Inlandgewässer

Urwald am Loboc-Fluss, Bohol

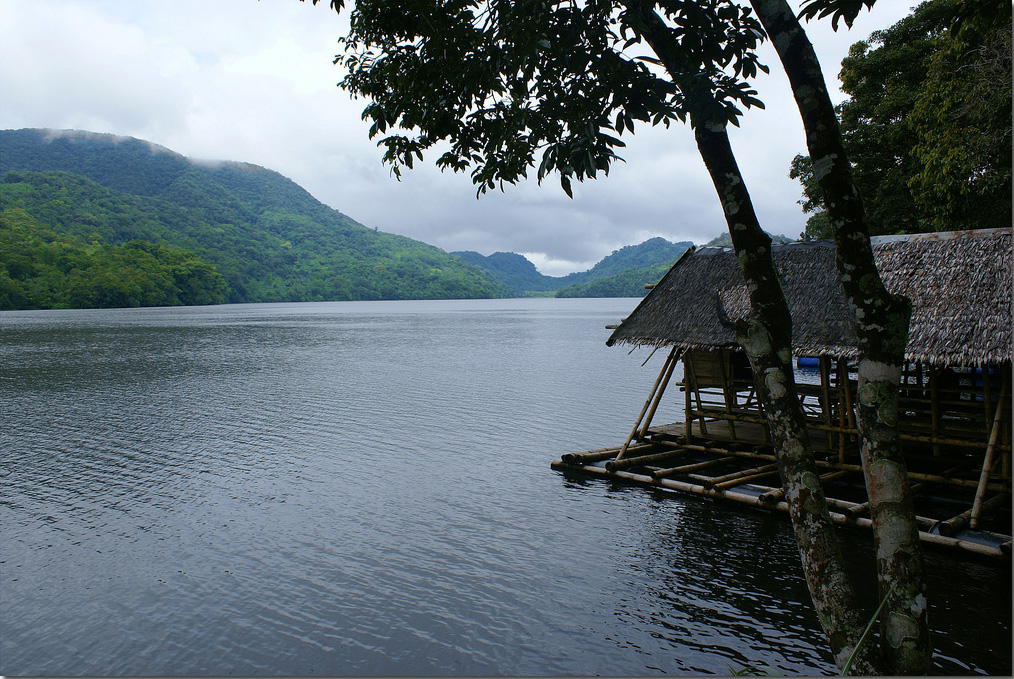
Der Danao-See auf Leyte

Auf den Philippinen existieren 421 Hauptflusssysteme, 211 Inlandseen und 22 größere Feuchtgebiete, die u. a. Flussmarschen und Sümpfe umfassen. In diesen leben 348 Arten von Süßwasserfischen, von denen 120 Arten endemisch und 76 zu den bedrohten Tierarten gezählt werden. Zu den endemischen Fischarten zählt die Sardinella tawilis, im Taalsee, und der Mystichthys luzonensis im Buhi-See. Sümpfe und Feuchtgebiete bilden ein wichtiges Habitat für das vom Aussterben bedrohte Philippinen-Krokodil (Crocodylus mindorensis).
Hauptbedrohungen der Gewässer gehen von der Wasserverschmutzung durch Besiedelung (33 %), Industrie (27 %), Landwirtschaft und Fischfarmen (29 %) aus. Diese begünstigen Algenblüten und die Abnahme des Sauerstoffgehalts in den Gewässern. Andere Bedrohungen der Artenvielfalt gehen vom Klimawandel und von der Einschleppung invasiver Arten aus.

#### Flüsse
Die größten Flusssysteme bilden auf der:
Inselgruppe Luzon:
Abra, Abulug, Agno, Amburayan, Bicol, Cagayan, Laoag, Pampanga, Pasig
Inselgruppe Visayas:
Catubig, Ilog, Jalaur, Panay
Inselgruppe Mindanao:
Agus, Agusan, Buayan, Cagayan Mindanao, Davao, Rio Grande de Mindanao, Tagoloan

#### Feuchtgebiete
Die bedeutendsten Feuchtgebiete bilden die:
Agusan Marsh, Candaba Swamp, Ligawasan und die Kalibo-Feuchtgebiete

#### Binnenseen
Die wichtigsten Binnenseen sind:
Laguna de Bay, Lanao-See, Mainit-See, Taalsee, Buluan-See, Baao-See, Bato-See, Danao-See Leyte, Danao-See Cebu, Sebu-See

## Marine Biosphäre

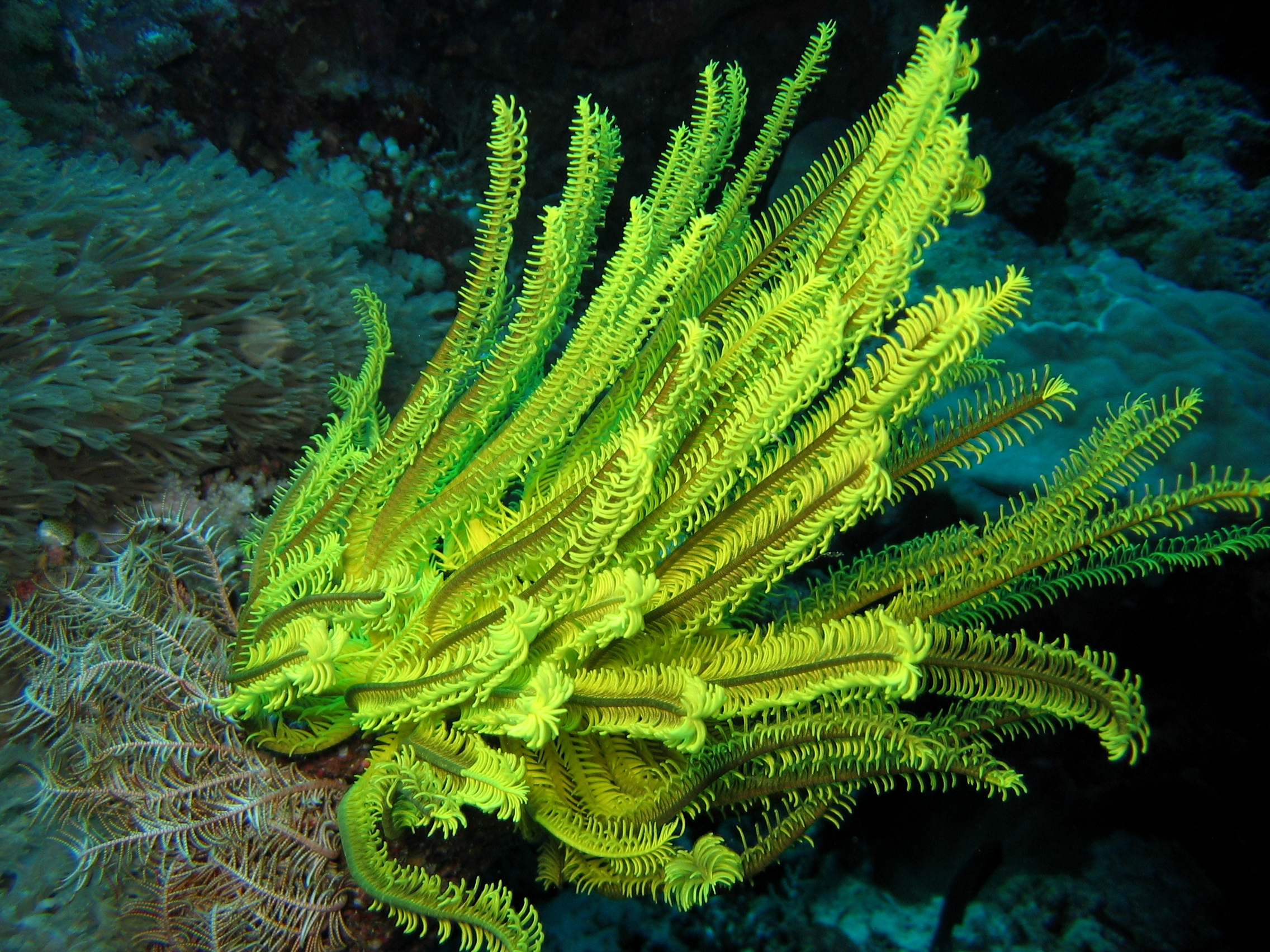
Haarstern im Apo Reef Marine Natural Park

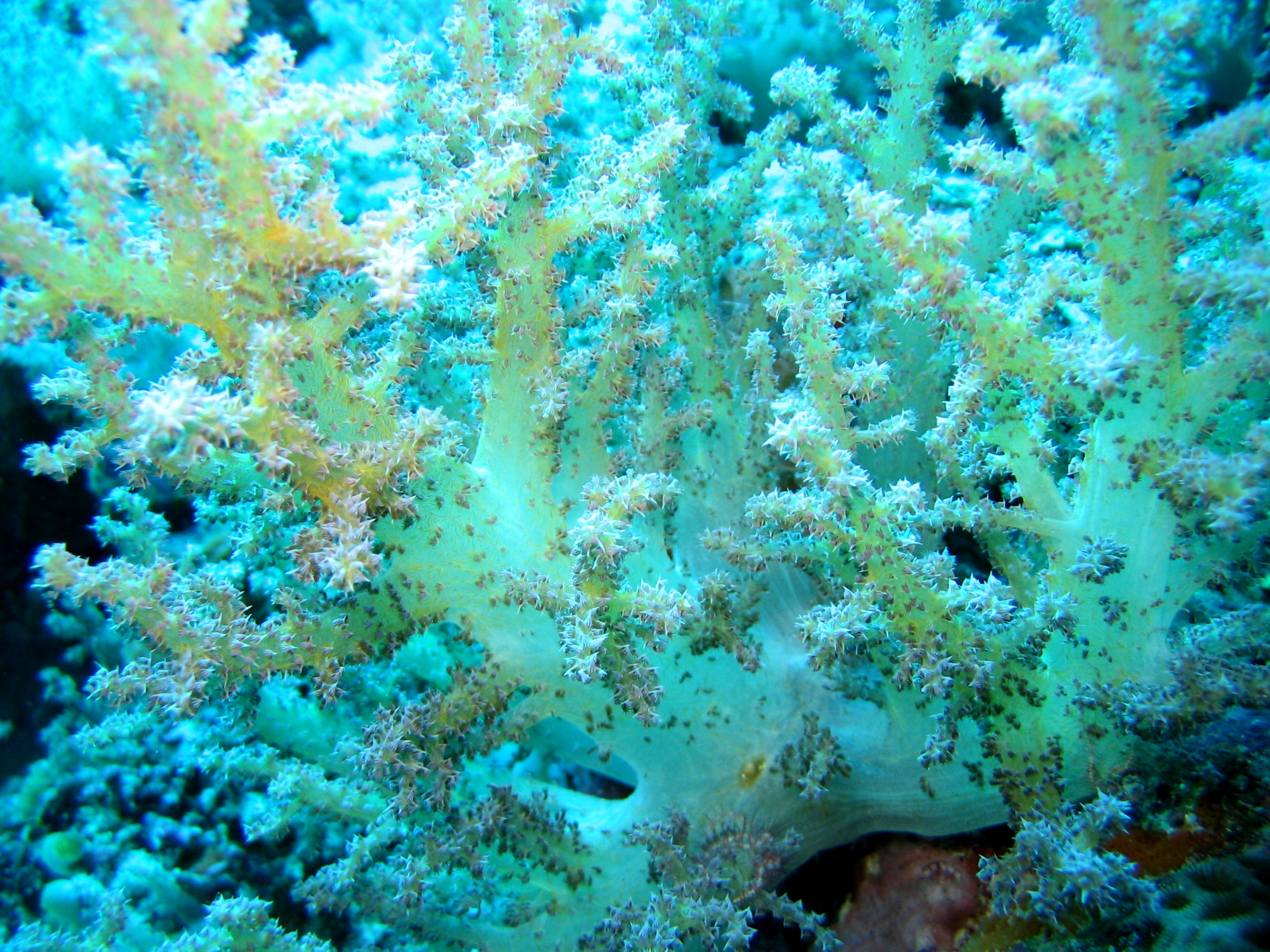
Weichkoralle im Apo Reef

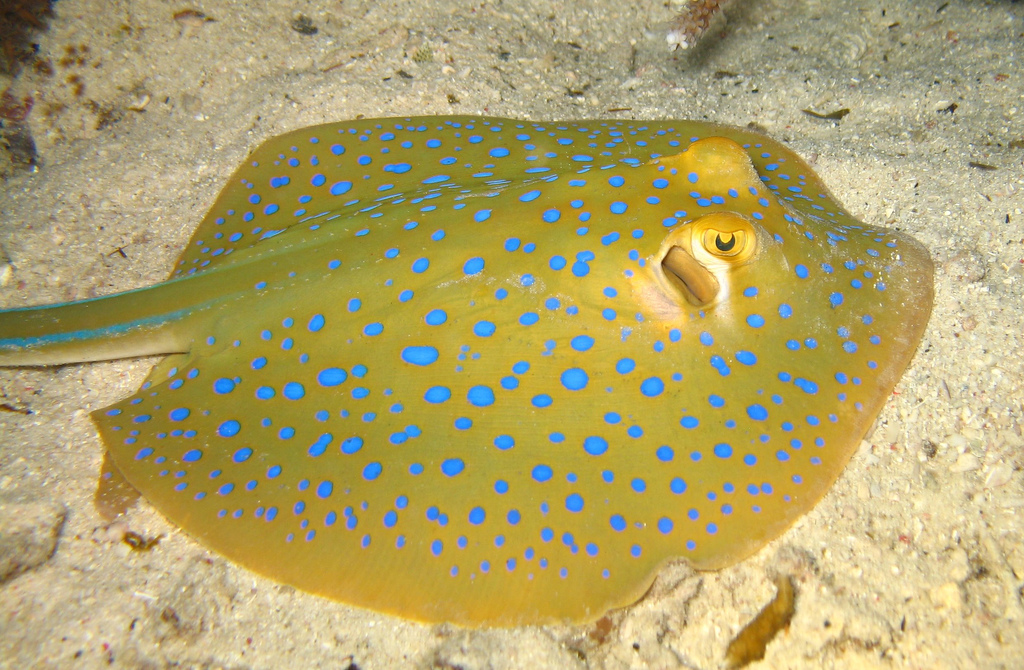
Blaupunktrochen vor Insel Leyte

In den Meeren im und rund um den Archipel leben 3.030 Arten von Fischen, von denen 121 endemisch sind und 76 zu den bedrohten Tierarten zählen, damit sind die Gewässer der Philippinen das artenreichste Meeresbiotop weltweit, in dem 164 Arten von Knorpelfischen, über 2.000 Arten von Meeresweichtieren, über 10.000 Arten von wirbellosen Meeresbewohnern, 25 Arten der Meeressäugetiere, plus dem Dugong, fünf Arten von Meeresschildkröten und 17 Arten von Seeschlangen leben.

### Seegräser
Seegraswiesen gehören zu den weltweit bedeutenden marinen Ökosystemen. In den Gewässern der Philippinen kommen 19 Arten von Seegräsern vor, dies sind 55 % der in Südostasien vorkommenden Seegrasarten, weltweit sind ca. 40 Arten aus 11 Gattungen bekannt. Seegräser sind einkeimblättrige Pflanzen (Monokotyledonen) und keine Gräser im botanisch-systematischen Sinne. Seegraswiesen führen zur Festigung und Stabilisierung von Sedimentsubstraten, d. h., sie festigen Sedimentböden (Sand, Schlick, Kies) und führen zur Stabilisierung der nachgelagerten Küstenlinie. Sie bilden Sedimentfallen, die je nach Strömungsverhältnissen die im Meer aufgewirbelten Feinsedimente mit wichtigen Nährstoffen in den Seegraswiesen festgehalten werden, da diese sonst durch die Strömung fortgetragen würden. Sie führen zu einer enormen Vergrößerung der Siedlungsfläche und einer Erhöhung der Raumstruktur in den küstennahen Gewässern. Seegraswiesen sind auch ein bedeutender Faktor bei der Produktion von Sauerstoff in den Weltmeeren. Da die tropischen Meere relativ Nährstoffarm sind, gelten sie als einer der Primärproduzenten bei der Bildung von Biomasse. Durch ihre vielfältigen Größen bilden sie einen vielfältigen Lebensraum und gelten auch als eine der Kinderstuben von Fischen, die für die Ernährung der Menschen eine besondere Bedeutung haben.
Seegraswiesen bedeckten in den Gewässern der Philippinen eine Fläche von 27.282 km², im Jahre 2008. In den letzten 60 Jahren verloren die Seegraswiesen 30–40 % ihrer ursprünglichen Ausdehnung. Die Gründe hierzu sind vielfältig, jedoch die größten Bedrohungen für die Seegraswiesen stellen die Verschmutzung der Flüsse, Baumaßnahmen an Land, wie Hafenanlagen, der Schiffsverkehr, die Bodenerosion an Land, die Treibnetzfischerei und im zunehmenden Maße die Überdüngung der landwirtschaftlichen Flächen und durch deren Ausschwemmung in das Meer auch die Algenblüten begünstigen, dar.

### Korallenriffe
Korallenriffe bedecken eine Fläche von 2,7 Mio. Hektar, dieses entspricht der Fläche von 9,5 % der weltweit bekannten tropischen Korallenriffe, und sie zählen zu den artenreichsten marinen Biotopen der Philippinen. Sie werden auch als die Regenwälder der Meere bezeichnet und gehören zu den produktivsten Ökosystemen der Erde. Das größte Korallenriff ist das Doppelriff Caubyan/Calituban in den Visayas. Insgesamt wurden in den Korallenriffen 488 Arten von Steinkorallen und 1.727 Arten von Rifffischen gezählt. Korallenriffe bilden einen natürlichen Küstenschutz und viele kleinere Riffe schützen hunderte von Kilometern an der tropischen Inselküste der Philippinen vor Taifunen und können auch die Wirkung von Tsunamis auf die Küste bremsen. Korallenriffe haben eine herausragende Bedeutung für die Artenvielfalt der Meere, sie gelten als Kinderstube der im offenen Meer lebenden Fische. Die Philippinen sind immer wieder von der weltweit beobachteten, durch den El-Nino-Effekt hervorgerufene Korallenbleiche betroffen, die letzte fand 2010 statt. Der Zustand der Korallenriffe in den Philippinen wird zu 4 – 5 % als sehr gut, zu 20 % als gut, zu 35 % als befriedigend und zu 40 % als unbefriedigend bezeichnet.
Die größten Bedrohungen für die Korallenriffe stellen die Dynamit-, Cyanid-, die Treibnetzfischerei, dem Klimawandel, die Verschmutzung der Meere, die Bodenerosion an Land, dem unkontrollierten Tourismus und ein höherer Säuregehalt der Weltmeere dar. Korallenriffe sind zwar gesetzlich geschützt in den Philippinen, die küstennahen Riffe sind eingebunden in das Konzept der Marine protected Areas, es wurden bis 2008 über 985 dieser Schutzgebiete von den örtlichen Behörden in Zusammenarbeit DENR-PAWB etabliert. Jedoch ist eine Überwachung der gesamten philippinischen Gewässer aufgrund ihrer Ausdehnung und der begrenzten finanziellen Mittel des Staates nur mangelhaft zu gewährleisten.

### Meeresschildkröten
Meeresschildkröten gelten als Schlüsselindikatoren für die Biodiversität der Weltmeere. In den philippinischen Gewässern kommen die Echte Karettschildkröte (Eretmochelys imbricata), die Unechte Karettschildkröte (Caretta caretta), die Suppenschildkröte (Chelonia mydas), die Oliv-Bastardschildkröte (Lepidochelys olivacea) und die Lederschildkröte (Dermochelys coriacea) vor. Hauptnistgebiete der Oliv-Bastardschildkröte liegen in Morong und Bagac in der Provinz Bataan und in San Antonio, Provinz Zambales. Die Hauptnistgebiete der restlichen vier Arten konzentrieren sich auf die Turtle Islands und um die Region am Golf von Davao. Aufgefundene Nistgelege der Suppenschildkröte wurden 2011 auf den Turtle Islands mit 14.220, über 1,44 Mio. Eiern, angegeben. Im Jahr 2004 wurde bisher die niedrigste Zahl an Nistgelegen gefunden, es waren etwas über 4.000. Sämtliche Meeresschildkröten stehen unter Artenschutz.
Hauptgefahren für die Meeresschildkröten gehen von der Fischerei und der Verschmutzung der Ozeane aus. Von 2000 bis 2008 wurden über 1.000 ausländische Fischer in Haft genommen, aufgrund des Fanges von Meeresschildkröten.

### Knorpelfische
Von den 164 Arten von Knorpelfischen, die in den Gewässern der Philippinen vorkommen, ist der Walhai (Rhincodon typus) der größte Vertreter und zusammen mit dem Riesenmanta (Manta birostris) gesetzlich geschützt. Vom Walhai wird ein Bestand von 50 bis 100 Tieren angenommen. Ein weiterer seltener Vertreter der Haie ist der wissenschaftlich kaum erforschte Riesenmaulhai (Megachasma pelagios), von dem seit seiner Entdeckung fünf Exemplare gesichtet wurden. Haie und Rochen sind gesetzlich nicht geschützt auf den Philippinen, ihr Schutz wurde jedoch in den National Plan of Action (NPOA) eingebettet, der 2009 in Kraft trat und Aufklärungskampagnen vorsieht über die Bedeutung der Haie im marinen Ökosystem, um den Mythen der Filmindustrie entgegenzuwirken.
Die Hauptbedrohungen der Knorpelfische sind die Verschmutzung und die Überfischung, mittels Langleinen und Treibnetzen, der Meere.

### Meeressäuger
Von den 25 Arten an Meeressäugetieren sind der Pottwal (Physeter macrocephalus) und der Buckelwal (Megaptera novaeangliae) die größten Vertreter. Die Gewässer um die Babuyan-Inseln werden jedes Jahr von den Buckelwalen aufgesucht, um ihre Jungen zur Welt zu bringen. Seit dem Jahr 2000 wurden über 100 Exemplare identifiziert. Zu den kleineren Vertretern den Meeressäuger gehören unter anderem der Kleine Pottwal (Kogia simus), der Ostpazifische Delfin (Stenella longirostris) und der Breitschnabeldelfin (Peponocephala electra). Zu den seltenen Meeressäugern gehören der Irawadidelfin (Orcaella brevirostris) im Malampaya Sound und der Dugong (Dugong dugon).
Hauptbedrohungen der Meeressäuger, je nach Art verschieden, gehen für die kleineren Arten von dem Klimawandel, der Verschmutzung und Überfischung, mittels Langleinen und Treibnetzen, der Meere aus. Für die größeren Arten gehen die Bedrohungen vom Walfang in den internationalen Gewässern, für kleinere Pottwale auch in der Tiefseefischerei und für Buckelwale in der Übersäuerung der Weltmeere aus, da ein höherer Säuregehalt der Meere sich negativ auf die Entwicklung des tierischen Planktons auswirkt.

## Umweltschutz

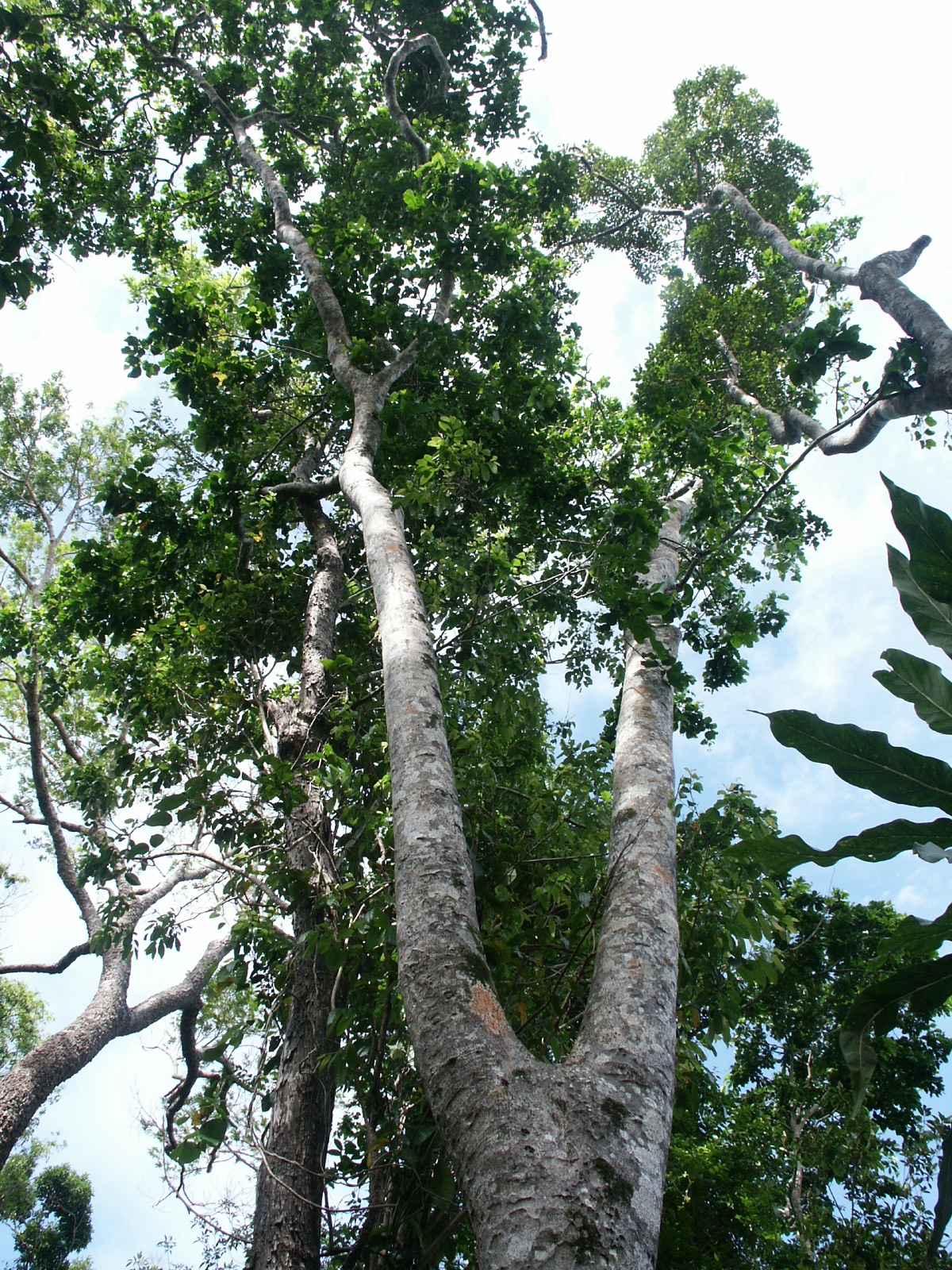
Der Ipil-Baum

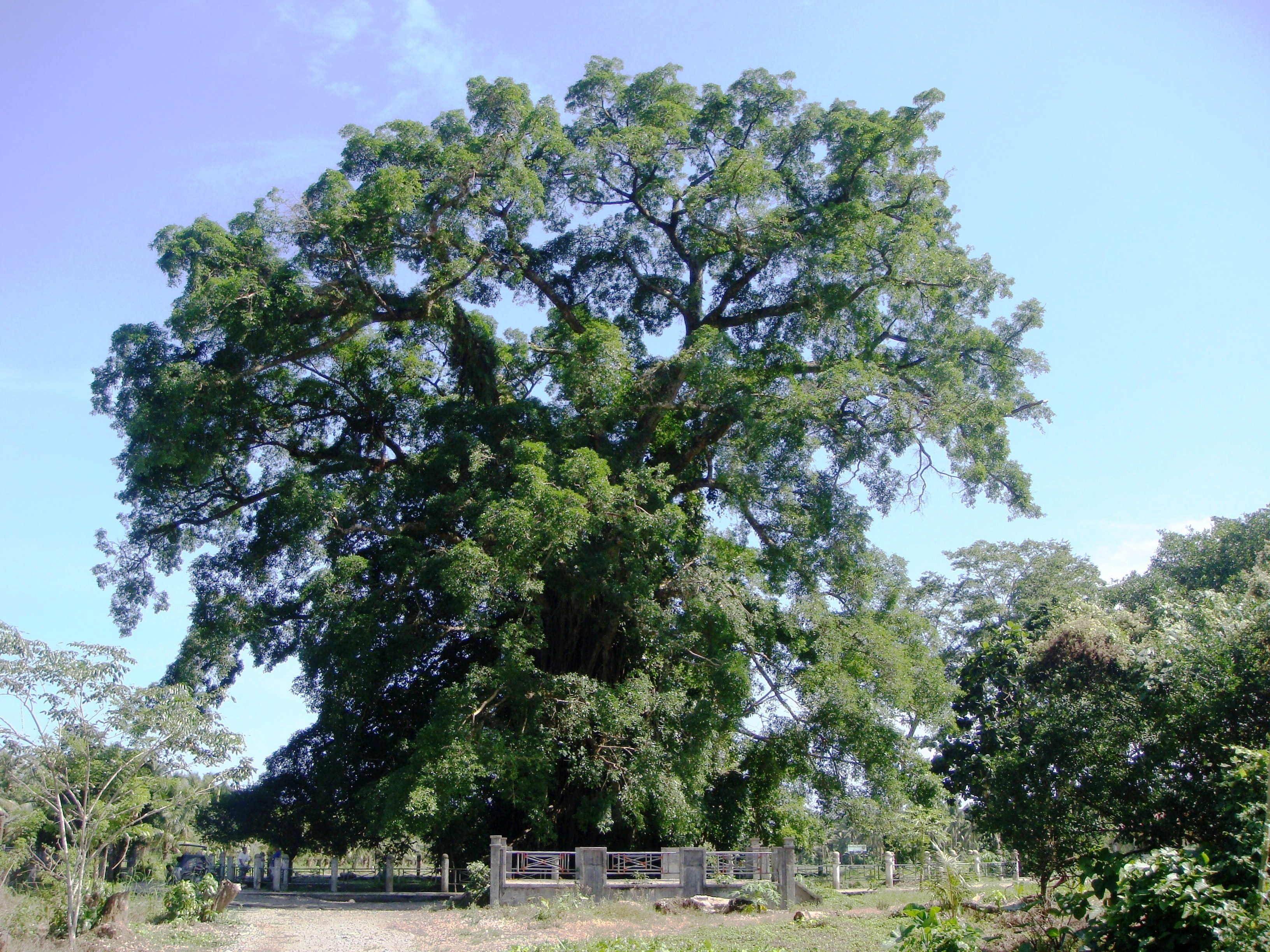
Baletebaum in der Sierra Madre

Der Umweltschutz auf den Philippinen wurde bis in die 1980er Jahre vernachlässigt. Die Regierungen sahen ihre Hauptaufgabe damals in der Gewährleistung eines schnellen wirtschaftlichen Wachstums. Dies änderte sich, als es durch das wirtschaftliche Wachstum, der Ausweitung der landwirtschaftlichen Anbaugebiete und durch das anhaltend hohe Bevölkerungswachstum des Landes zum Raubbau und zur Verschwendung an wichtigen natürlichen Ressourcen kam. Der Zustand der philippinischen Umwelt hatte sich so sehr verschlechtert, dass die Regierung darauf mit anspruchsvollen Umweltgesetzen reagierte. Von diesen ist das Republik-Gesetz 7586, auch bekannt unter dem Namen National Integrated Protected Area System (NIPAS), das anspruchsvollste bei der Durchsetzung. Insgesamt wurden ca. 35.000 km² der Fläche der Philippinen als Naturschutzgebiete gemäß den Richtlinien des NIPAS-Gesetzes ausgewiesen. Von diesen sind ca. 21.300 km² terrestrische und ca. 13.700 km² marine Schutzzonen. Die Schutzzonen umfassen folgende Klassifikationen: Strict nature reserve (National Park), Natural park, Natural monument, Wildlife sanctuary, Protected landscapes and seascapes, Resource reserve, Natural biotic areas. Weitere Schutzzonen sind die Protected areas, Buffer zones und die Indigenous cultural community areas. Die Umweltgesetze der Philippinen sollen den Regenwald ebenso schützen wie das Meer mit seinen Korallenriffen, die Bestände an Fisch, an den endemischen Tierarten, sowie die zur Eigenversorgung notwendigen Flächen der örtlichen Bevölkerung. So wurden in den letzten Jahren, wegen des Bevölkerungsdruckes, die Klassifikation von 37 Nationalparks in Protected Landscapes und Natural Parks umgewandelt, so dass es oftmals eine Vielzahl von Bezeichnungen für die Naturschutzgebiete in der Literatur gibt. Zum Erhalt der Biodiversität wurde 1997 der National Biodiversity Strategy and Action Plan (NBSAP) verabschiedet. Weitere Gesetze sind der Indigenous Peoples Rights Act (kurz: IPRA) von 1997, der Philippine National Seagrass Conservation Strategy and Action Plan (NSCS), Wildlife Resources Conservation and Protection Act aus dem Jahr 2001.
Auch die Luft in den Städten soll durch den Ausbau des öffentlichen Nahverkehrs sauberer werden. Dazu wurden in Iloilo City und Cagayan de Oro zwei Kommunalverwaltungen in ein Pilotprojekt eingebunden. Bis 2010 wurden Arbeitspläne für beide Kommunalverwaltungen ausgearbeitet, deren Umsetzung ab der zweiten Jahreshälfte 2010 begann.
Auch soll die Klärung der Abwässer gefördert werden, es wird jedes Jahr ein Preis für den saubersten Fluss der Philippinen vergeben.

### Ökotourismus
Die Förderung eines umweltverträglichen Tourismus begann bereits Anfang der 1990er Jahre. Zu diesem Zweck wurde 1992 der National Ecotourism Congress auf Bohol abgehalten und eine Strategie ausgearbeitet, die nicht nur die natürlichen Attraktionen bewerben soll, sondern auch das kulturelle Erbe der Philippinen. Es wurde mit dieser Initiative auch versucht, die lokalen Bevölkerung an den Einnahmen dem Tourismus partizipieren zu lassen, um die Notwendigkeit des Umweltschutzes besser transportieren zu können. Im Jahr 2002 wurde die National Ecotourism Strategy verabschiedet, um den Ökotourismus besser vermarkten und eine höhere Nachhaltigkeit zu erreichen. Zu diesem Zweck wird auf den Philippinen Plätze für den Ökotourismus ausgewiesen, diese umfassen neben den Naturschutzgebieten und Nationalparks, auch die Liste des Nationalen Kulturerbes und Orte, die einen besonderen visuellen Reiz ausstrahlen.
Der Ökotourismus wird seitdem ein immer bedeutenderer Zweig des Tourismus auf den Philippinen, so konnten allein im Dezember 2008 15 geschützte Gebiete mehr als eine Million ph. Peso (etwa 20.000 Euro) an Eintrittsgeldern einnehmen, dieses waren unter anderen Ninoy Aquino Park and Wildlife Center in Metro Manila, das Apo Island Protected Landscape and Seascape in Negros Oriental und der Hinulugang Taktak National Park, Provinz Rizal. Das Gilutongan Marine Sanctuary, das von der Gemeinde Cordova im Olango-Archipel eingerichtet wurde, konnte mehr als drei Mio. ph. Peso im Jahr 2008 erwirtschaften.

### Abfallentsorgung
Bei der Abfallentsorgung stehen die Philippinen noch immer vor gewaltigen Problemen, da sich die Mehrzahl der Bevölkerung und der Kommunen eine geregelte Abfallentsorgung nicht leisten können. Im Jahr 2000 wurde der Republic Act (RA) No. 9003, auch bekannt unter: Ecological Solid Waste Management Act of 2000, verabschiedet. Dieses Gesetz verpflichtet alle philippinischen Städte und Gemeinden dazu, ein ökologisches Abfallmanagement einzurichten. Das Gesetz soll der Degradierung der Umwelt und der Umweltverschmutzung durch Abfalldeponien entgegenwirken und dafür sorgen, dass mehr Abfall behandelt oder wiederverwertet wird, um den Ressourcenverlust zu begrenzen. Die praktische Umsetzung des Gesetzes auf nationaler, regionaler und lokaler Ebene war bislang jedoch nicht erfolgreich (Stand 2010). Da den kommunalen Behörden meist rechtliche, finanzielle, organisatorische, institutionelle und technische Voraussetzungen fehlen, haben bisher nur drei Prozent der Kommunen das Gesetz umsetzen können. Um die technischen und organisatorischen Voraussetzungen zu entwickeln, wurde mit Unterstützung der Gesellschaft für Internationale Zusammenarbeit (GIZ) der Verband Solid Waste Management for Local Government Units gegründet. Der Verband arbeitet hauptsächlich in den Regionen Western Visayas, Eastern Visayas, Central Visayas und der Region Caraga. Es konnten bisher 12 Kommunalverwaltungen in das Projekt eingebunden werden, von denen sieben Gemeinden bereits eine geregelte Abfallentsorgung aufbauen konnten. Dadurch kann der Abfall jetzt gesammelt, getrennt, recycelt und umweltfreundlich gelagert oder kompostiert werden, so dass Abfalldeponien geschlossen werden können. Es wurden drei neue Abfallverwertungsanlagen errichtet, die als die modernsten ihrer Art auf den Visayas-Inseln gelten. In Iloilo City haben verschiedene Pilotprojekte begonnen, um die anfallenden Abfallmengen zu verringern, als erste Kommune hat die Stadt mit der Trennung von Kunststoffabfällen begonnen. Nicht recyclingfähige Stoffe werden jetzt als Energiequelle von der Zementindustrie verwendet. Außerdem wurde ein Verein der Abfallsammler in der Großstadt gegründet, der sich auch um die Fragen der Arbeitssicherheit und der Verringerung der berufsbedingten gesundheitlichen Belastungen kümmert. Ein erweitertes Projekt findet seit 2012 in Metro Manila mit Unterstützung des Japan Social Development Fund (JSDF) statt. Dieses Projekt zielt neben einer besseren Abfallentsorgung auch auf die Verbesserung der Lebensumstände der Müllsammler und Verwerter.

### Treibhausgase
Die Philippinen gehören zu den kleineren Emittenten von klimaschädlichen Treibhausgasen. Ohne die Montanindustrien, wie der Agro- und Waldwirtschaft, betrugen die Emissionen ca. 142 Millionen Tonnen im Jahr 2005. Der Ausstoß der erzeugten Kohlendioxid-Emissionen erreichte in den Jahren 1997 bis 2005 ihren Höhepunkt und nahm seitdem signifikant ab, trotz des wirtschaftlichen Wachstums von durchschnittlich 4 %. Er lag im Jahr 2007 auf einem Niveau, das dem der frühen 1980er Jahre entsprach. Trotz aller Probleme gehören die Philippinen zu den wenigen Ländern der Erde, die ihre Kohlendioxid-Emissionen signifikant senken konnten.

### Nationalparks und Schutzzonen der Philippinen
Inselgruppe Luzon:
Insel Mindoro & Palawan:
Inselgruppe der Visayas:
Inselgruppe Mindanao: